# Saison 2001-2002 du Cholet Basket
La saison 2001-2002 du Cholet Basket est la 27e saison de l'histoire du club des Mauges. Le club est engagé dans trois compétitions : la Pro A (15e participation au premier échelon national) et la Coupe de France (14e participation).

## Résumé de la saison
L'effectif est largement remanié à l'orée de la saison 2001-2002. Ne restent au club à l'intersaison que quatre joueurs français (Olivier Bardet, Aymeric Jeanneau, Claude Marquis, Rémi Rippert) auquel on a adjoint trois jeunes issus du centre de formation et qui n'auront toutefois qu'un temps de jeu très limité (Mickaël Gelabale, Seydou Koné et Vincent Mouillard). La direction choisit de combler les départs avec les joueurs expérimentés que sont Tony Dorsey, Ivan Krasic, David Robinson, Tony Stanley et K'Zell Wesson. Âgé de 23 ans, Aymeric Jeanneau prend le brassard de capitaine laissé vacant depuis le départ d'Éric Micoud. Le CB remporte huit de ses dix matchs de préparation au cours desquels se blessent cependant Claude Marquis (fracture de la jambe), Rémi Rippert (entorse) et Olivier Bardet.
Après un début de saison prometteur (3 victoires en 4 matches), Cholet rentre dans le rang, au point qu'à la mi-saison le sort de l'entraîneur Savo Vučević ne tient qu'à un fil. Le départ de Rémi Rippert au mois de février est compensé par l'arrivée en provenance de Mulhouse de Scooter Barry, fils de l'ancienne vedette de NBA Rick Barry. Ce renfort coïncide avec le début d'une incroyable série de 13 succès d'affilée en championnat qui permet au club des Mauges de s'extraire du ventre mou de Pro A pour atteindre la 3e place de la saison régulière, à peu de distance des grosses écuries que sont l'Élan béarnais Pau-Orthez et l'ASVEL Lyon-Villeurbanne. Si Cholet écarte aisément de son premier adversaire en quart de finale, Dijon (108-76 puis 88-78), il est en revanche lourdement défait par l'ASVEL, futur champion, au tour suivant (74-94, 72-82). Le parcours du CB en Coupe de France s'arrête également contre le futur lauréat de la compétition, l'Élan béarnais (70-74 en quart de finale).
Tony Dorsey, meilleur marqueur du championnat avec 20 points de moyenne est récompensé du titre de MVP étranger et Savo Vučević est désigné co-meilleur entraîneur avec son compatriote yougoslave du CSP Limoges Duško Ivanović.

## Effectif et encadrement

### Organigramme
Le tableau ci-dessous présente l'organigramme du Cholet Basket pour la saison 2001-2002.
| Fonction                            | Nom                                                           |
| ----------------------------------- | ------------------------------------------------------------- |
| Président                           | Jean-Michel Lambert                                           |
| Directeur                           | Rémy Delpon                                                   |
| Membres du conseil d'administration | Patrice Braud Jean-Pierre Chaillou Patrick Chiron Alain Lafat |
| Responsable de la communication     | Arnaud Chauviré                                               |
| Speaker                             | Bruno Bodin                                                   |
| Billetterie                         | Nicolas Dirickx                                               |
| Commercial                          | Élisabeth Ory                                                 |
| Assistante de direction             | Michèle Tharreau                                              |
| Comptabilité                        | Carine Boumard                                                |

| Fonction                     | Nom                                |
| ---------------------------- | ---------------------------------- |
| Entraîneur                   | Savo Vučević                       |
| Entraîneur-adjoint           | Jacky Périgois                     |
| Préparateur physique         | Nicolas Fonteneau                  |
| Kinésithérapeute             | Matthieu Chiron                    |
| Médecins généralistes        | Régis Guilloteau Léon-Marc Griffon |
| Responsable du staff médical | Jean-Jacques Gallouedec            |

### Transferts
| Nom               | Nationalité          | Poste           | Provenance/Destination | Division         |
| ----------------- | -------------------- | --------------- | ---------------------- | ---------------- |
| Arrivées          |                      |                 |                        |                  |
| Tony Dorsey       | Angleterre           | Ailier fort     | Hapoël Jérusalem       | Ligat ha'Al (D1) |
| Seydou Koné       | France               | Ailier fort     | Centre de formation    |                  |
| Ivan Krasic       | Serbie-et-Monténégro | Arrière, ailier | Maccabi Haïfa          | Ligat ha'Al (D1) |
| Dimitri Lauwers   | Belgique             | Arrière, meneur | Le Mans SB             | Pro A (D1)       |
| Vincent Mouillard | France               | Meneur          | Centre de formation    |                  |
| Miloš Šporar      | Slovénie             | Meneur          | Rogla Zreče            | 1. A SKL (D1)    |
| Tony Stanley      | États-Unis           | Arrière         | Flyers de Dayton       | NCAA             |
| K'Zell Wesson     | États-Unis           | Pivot           | Cocodrilos de Caracas  | LPB (D1)         |
| David Robinson    | États-Unis           | Pivot           | Strasbourg IG          | Pro A (D1)       |
| Mickaël Gelabale  | France               | Ailier          | Centre de formation    |                  |
| Départs           |                      |                 |                        |                  |
| Éric Micoud       | France               | Meneur          | Paris BR               | Pro A (D1)       |
| Danny Johnson     | États-Unis           | Ailier          | Ionikos Néa Filadélfia | A1 Ethniki (D1)  |
| Corey Crowder     | États-Unis           | Arrière, ailier | Élan chalonnais        | Pro A (D1)       |
| Bill Varner       | États-Unis           | Arrière         | Cantabria Baloncesto   | Liga ACB (D1)    |
| Josh Grant        | États-Unis           | Pivot           | Roseto Basket          | Serie A (D1)     |
| David Gautier     | France               | Ailier          | Strasbourg IG          | Pro A (D1)       |
| Stephen Brun      | France               | Intérieur       | FC Mulhouse (prêt)     | Pro B (D2)       |
| Brandon Brantley  | États-Unis           | Pivot           | NP Pavie               | Legadue (D2)     |

| Nom                                                             | Nationalité | Poste           | Provenance/Destination | Division   |
| --------------------------------------------------------------- | ----------- | --------------- | ---------------------- | ---------- |
| Arrivées                                                        |             |                 |                        |            |
| Scooter Barry (arrivé en février avant le match d'Antibes)      | États-Unis  | Meneur, arrière | FC Mulhouse            | Pro B (D2) |
| Départs                                                         |             |                 |                        |            |
| Rémi Rippert (part en février après le match contre Le Mans SB) | France      | Ailier fort     | Élan chalonnais        | Pro A (D1) |

## Statistiques

### Statistiques collectives
| Compétition              | Débute au tour  | Termine       | Matches joués | Gagnés | Perdus | Points pour | Points contre | Différence |
| ------------------------ | --------------- | ------------- | ------------- | ------ | ------ | ----------- | ------------- | ---------- |
| Pro A (saison régulière) |                 | 3e            | 30            | 21     | 9      | 2620        | 2480          | +140       |
| Pro A (playoffs)         | 1/4 de finale   | 1/2 finale    | 4             | 2      | 2      | 342         | 330           | +12        |
| Coupe de France          | 1/16e de finale | 1/4 de finale | 3             | 2      | 1      | 264         | 249           | +15        |
| Total                    | -               | -             | 37            | 25     | 12     | 3226        | 3059          | +167       |

## Aspects juridiques et économiques
Le club se dote d'une nouvelle salle de presse durant l'intersaison.
Avec 17,5 millions de francs (ou 2,86 millions d'euros), Cholet possède le 11e budget du championnat, loin derrière l'Élan béarnais (38 millions de francs). Rémy Delpon, manger général du club, estime qu'il faudrait un budget de 20 millions de francs (3,04 millions d'euros) afin de conserver tous les joueurs pour la saison 2002-2003. La rentrées d'argent du CB sont principalement assurées les partenaires privées (7 millions de francs), les subventions publiques (6 millions de francs), les recettes aux guichets (3 millions de francs).
Le Cholet Basket doit composer avec le retrait du groupe industriel Pasquier qui, à travers sa marque Pitch sponsorisait de façon majeure le club depuis 1987.
L'affluence moyenne du CB s'établit aux alentours de 3 800 spectateurs par match. Le club pratique alors une politique tarifaire attractive (13e/16 pour le prix d'entrée).

## Académie

### Encadrement
- Directeur du centre de formation:  Jacques Catel
- Préparateur physique:  Nicolas Fonteneau
- Entraîneur des espoirs:  Jean-François Martin puis Jacky Périgois (à partir de février 2002)
- Entraîneur des cadets:  Jérôme Chauviré